# Gergő Lovrencsics
Gergő Lovrencsics (Szolnok, 1 de setembro de 1988) é um futebolista profissional húngaro que atua como lateral direito, atualmente defende o NK Solin.

## Carreira
Gergő Lovrencsics fez parte do elenco da Seleção Húngara de Futebol da Eurocopa de 2016.